# Emis Killa
Emis Killa, de son vrai nom Emiliano Rudolf Giambelli, né le 14 novembre 1989 à Vimercate en Lombardie, est un rappeur et musicien italien. Il commence sa carrière à 17 ans.

## Biographie

### Enfance
La mère d'Emiliano travaillait dans l'industrie mécanique, tandis que son père, natif de Vimercate, était pianiste. Les deux se sont séparés. Son père, qui souffrait de trouble bipolaire, est mort en 2010 d'une crise cardiaque. Emiliano a aussi un frère du côté de son père.
Il a une fille, Perla Blue, née en 2018 de sa relation avec la ressortissante française Tiffany Fortini. 

### Débuts
En 2007, il remporte un concours de freestyle local appelé Tecniche perfette. Emis Killa signe ensuite au label indépendant Blocco Recordz auquel il publie trois albums incluant Keta Music en 2009, Champagne e spine en 2010 et The Flow Clocker Vol. 1 en 2011. En 2011, il signe au label Carosello, et publie le 19 décembre 2011 son album Il peggiore en téléchargement payant, dont la production artistique est gérée par le disc jockey Big Fish. Pendant cette même période, Emis Killa publie un remix officiel du titre I Need a Dollar d'Aloe Blacc, diffusé à la radio italienne.

## Albums

### L'erba cattiva(2012–2013)
En janvier 2012, Emis Killa publie l'album L'erba cattiva qui atteint la 5e place des albums les plus vendus en Italie, et reste dans le top 20 pendant trois mois. De nombreux artistes italiens participent à l'album incluant Fabri Fibra, Guè Pequeno, Tormento et Marracash,,. 16 mois après sa sortie, L'erba cattiva atteint la quatrième place des albums les plus vendus en Italie.
Le clip vidéo de la chanson Parole di ghiaccio, troisième piste de l'album L'erba cattiva, atteint 2,5 millions de vues sur YouTube en moins de deux semaines, un record dans la musique italienne, puis 5 millions en un mois, et 10 millions en trois mois. Le 7 juin 2012, son album est certifié disque d'or, et ses singles Parole di Ghiaccio et Se il mondo fosse sont certifiés disque de platine. Le 15 octobre, il est récompensé dans la catégorie de « meilleur artiste italien » aux MTV Europe Music Awards.

### Mercurio(2013–2015)
Le 12 juillet 2013, Emis Killa sort le single Vampiri précédant la sortie de son deuxième album studio. Le clip de la chanson est publié le 15 juillet. Le 30 août, il annonce une suite à l'album L'erba cattiva, intitulée Mercurio, toujours au label Carosello. En septembre, il publie le clip d'une chanson issue de Mercurio, intitulée Wow. Le 8 octobre, il publie le clip de la chanson Lettera dall'inferno, suivi le 16 octobre d'une chanson inédite, Killers, non incluse dans Mercurio. Le 21 octobre, il publie le premier single de l'album, Scordarmi chi ero, en plus d'un clip tourné sur les toits de Bollate.
Le 22 octobre 2013, il publie Mercurio, qui débute premier des classements musicaux italiens. Le 2 décembre, il publie le second single, A cena dai tuoi, avec J-Ax, suivi de son clip vidéo. Le même mois, Emis Killa part aux États-Unis pour participer à l'édition annuelle des BET Hip Hop Awards organisés à New York, représentant l'Italie sous les fondations de DJ Premier. Il est rejeté en raison de sa performance réalisée entièrement en italien.
Le 21 mars, il publie le troisième single de Mercurio, Essere umano, qui fait participer Skin. Le 10 avril 2014, Emis Killa est certifié disque de platine pour Mercurio, qui atteint le seuil des 50 000 exemplaires vendus. Le 21 mai, il publie le clip du single Maracanã, qui sort le 28 du même mois en téléchargement payant, et atteint les classements musicaux italiens. Le 28 mai, il participe au programme The Voice of Italy. 
Lors d'un concert du rappeur à Milan en avril 2014, il invite sur scène Mario Balotelli et Stephan El Shaarawy pour la chanson MB45 qu'il dédie à l'attaquant de l'équipe nationale.
Le 5 mai 2015, il participe à l'album Ora o mai più du producteur italien Don Joe, sur la chanson Ti piaccia o no.

### Terza Stagione(2016 - 2018)
Le 14 octobre 2016, il sort l'album Terza Stagione. Le disque varie les thèmes allant de l'abus d'alcool et de drogues douces jusqu'à la traque et le sexe, le disque contient des collaborations avec Fabri Fibra, Jake la Furia, Maruego, Neffa, Coez, Sick Luke et DJ Big Fish.
En janvier 2018, il lance le single Linda à forte connotation hispanique. 

### Supereroe (2018 - )
Le 8 juin 2018, le titre Rollercoaster sort et apparait comme un véritable succès totalisant plus de 40 millions d'écoutes sur Spotify.
L'album Supereroe sort en octobre 2018 et plafonne en tête des ventes dès sa sortie. 

## Autres apparitions
En 2016, pour la saison 4 de The Voice of Italy, il fait partie du jury en compagnie de Max Pezzali, Dolcenera et Raffaella Carrà.

## Polemique
Emis Killa a souvent été accusé d'homophobie, ce qu'il a toujours nié. Ces accusations sont liées aux textes de ses chansons Milano male, Broken Dolls ou Riempimi le tasche.

## Discographie

### Albums studio
- 2012 : L'erba cattiva
- 2013 : Mercurio
- 2016 : Terza Stagione
- 2019 : Supereroe
- 2020 : 17 (avec Jake La Furia)
- 2023 : Effetto notte

### Mixtapes
- 2009 : Keta Music
- 2010 : Champagne e spine
- 2011 : The Flow Clocker vol. 1
- 2011 : Il peggiore
- 2015 : Keta Music vol. 2
- 2021: Keta Music vol. 3

### Singles
- 2012 : Cashwoman
- 2012 : Parole di ghiaccio
- 2012 : Dietro front (feat Fabri Fibra)
- 2012 : Cocktailz
- 2012 : Se il mondo fosse (feat J-Ax, Club Dogo, Marracash)
- 2014 : Maracanã2015 superman
- 2016 : Cult
- 2018 : Linda
- 2018 : Serio (feat Capo Plaza)
- 2019 : La mia malattia
- 2019 : Tijuana